# Arboga och Sala valkrets
Arboga och Sala valkrets var vid riksdagsvalen till andra kammaren 1866-1908 en egen valkrets med ett mandat. Valkretsen avskaffades vid valet 1911, då Arboga stad överfördes till Västmanlands läns västra valkrets och Sala stad till Västmanlands läns östra valkrets.

## Riksdagsmän
- Johan Anton Bovin (1867–1872)
- Theodor Elfstedt, lmp (1873–1875)
- Alarik Fredenberg, c (1876–första riksmötet 1887)
- Carl Ingvar Wåhlin (andra riksmötet 1887–1890)
- Jakob Persson, AK:s c 1891–1894, folkp 1895–1899, lib s 1900–1905 (1891–1905)
- Ewert Camitz, lib s (1906–1911)

## Valresultat

### 1896
| Andrakammarvalet i Sverige 1896: Arboga och Sala valkrets | Andrakammarvalet i Sverige 1896: Arboga och Sala valkrets | Andrakammarvalet i Sverige 1896: Arboga och Sala valkrets | Andrakammarvalet i Sverige 1896: Arboga och Sala valkrets | Andrakammarvalet i Sverige 1896: Arboga och Sala valkrets |
| Kandidat                                                  | Kandidat                                                  | Röster                                                    | Röster                                                    | Röster                                                    |
| Kandidat                                                  | Kandidat                                                  | Antal                                                     | %                                                         | +− %                                                      |
| --------------------------------------------------------- | --------------------------------------------------------- | --------------------------------------------------------- | --------------------------------------------------------- | --------------------------------------------------------- |
|                                                           | Jakob Persson                                             | 325                                                       | 68,3                                                      |                                                           |
|                                                           | A. Rydin i Sala                                           | 151                                                       | 31,7                                                      |                                                           |
| Antal giltiga röster                                      | Antal giltiga röster                                      | 476                                                       |                                                           |                                                           |
| Kasserade röster                                          | Kasserade röster                                          | 1                                                         |                                                           |                                                           |
| Totalt                                                    | Totalt                                                    | 477                                                       |                                                           |                                                           |

Valdeltagandet var 64,1 %.

### 1899
| Andrakammarvalet i Sverige 1899: Arboga och Sala valkrets | Andrakammarvalet i Sverige 1899: Arboga och Sala valkrets | Andrakammarvalet i Sverige 1899: Arboga och Sala valkrets | Andrakammarvalet i Sverige 1899: Arboga och Sala valkrets | Andrakammarvalet i Sverige 1899: Arboga och Sala valkrets |
| Kandidat                                                  | Kandidat                                                  | Röster                                                    | Röster                                                    | Röster                                                    |
| Kandidat                                                  | Kandidat                                                  | Antal                                                     | %                                                         | +− %                                                      |
| --------------------------------------------------------- | --------------------------------------------------------- | --------------------------------------------------------- | --------------------------------------------------------- | --------------------------------------------------------- |
|                                                           | Jakob Persson                                             | 476                                                       | 74,1                                                      | ▲5,8%                                                     |
|                                                           | Närmaste kandidat                                         | 166                                                       | 25,9                                                      |                                                           |
| Antal giltiga röster                                      | Antal giltiga röster                                      | 642                                                       |                                                           |                                                           |
| Kasserade röster                                          | Kasserade röster                                          | 3                                                         |                                                           |                                                           |
| Totalt                                                    | Totalt                                                    | 645                                                       |                                                           |                                                           |

Valet ägde rum den 19 september 1899. Valdeltagandet var 70,8 %.

### 1902
| Andrakammarvalet i Sverige 1902: Arboga och Sala valkrets | Andrakammarvalet i Sverige 1902: Arboga och Sala valkrets | Andrakammarvalet i Sverige 1902: Arboga och Sala valkrets | Andrakammarvalet i Sverige 1902: Arboga och Sala valkrets | Andrakammarvalet i Sverige 1902: Arboga och Sala valkrets |
| Kandidat                                                  | Kandidat                                                  | Röster                                                    | Röster                                                    | Röster                                                    |
| Kandidat                                                  | Kandidat                                                  | Antal                                                     | %                                                         | +− %                                                      |
| --------------------------------------------------------- | --------------------------------------------------------- | --------------------------------------------------------- | --------------------------------------------------------- | --------------------------------------------------------- |
|                                                           | Jakob Persson                                             | 528                                                       | 76,5                                                      | ▼2,4%                                                     |
|                                                           | L. Lindberg                                               | 162                                                       | 23,5                                                      |                                                           |
| Antal giltiga röster                                      | Antal giltiga röster                                      | 690                                                       |                                                           |                                                           |
| Kasserade röster                                          | Kasserade röster                                          | 1                                                         |                                                           |                                                           |
| Totalt                                                    | Totalt                                                    | 691                                                       |                                                           |                                                           |

Valet ägde rum den 16 september 1902. Valdeltagandet var 63,3 %.

### 1905
| Andrakammarvalet i Sverige 1905: Arboga och Sala valkrets | Andrakammarvalet i Sverige 1905: Arboga och Sala valkrets | Andrakammarvalet i Sverige 1905: Arboga och Sala valkrets | Andrakammarvalet i Sverige 1905: Arboga och Sala valkrets | Andrakammarvalet i Sverige 1905: Arboga och Sala valkrets |
| Kandidat                                                  | Kandidat                                                  | Röster                                                    | Röster                                                    | Röster                                                    |
| Kandidat                                                  | Kandidat                                                  | Antal                                                     | %                                                         | +− %                                                      |
| --------------------------------------------------------- | --------------------------------------------------------- | --------------------------------------------------------- | --------------------------------------------------------- | --------------------------------------------------------- |
|                                                           | Ewert Camitz                                              | 467                                                       | 60,6                                                      |                                                           |
|                                                           | Närmaste kandidat                                         | 304                                                       | 39,4                                                      |                                                           |
| Antal giltiga röster                                      | Antal giltiga röster                                      | 771                                                       |                                                           |                                                           |
| Kasserade röster                                          | Kasserade röster                                          | 2                                                         |                                                           |                                                           |
| Totalt                                                    | Totalt                                                    | 773                                                       |                                                           |                                                           |

Valet ägde rum den 22 september 1905. Valdeltagandet var 72,8 %.

### 1908
| Andrakammarvalet i Sverige 1908: Arboga och Sala valkrets | Andrakammarvalet i Sverige 1908: Arboga och Sala valkrets | Andrakammarvalet i Sverige 1908: Arboga och Sala valkrets | Andrakammarvalet i Sverige 1908: Arboga och Sala valkrets | Andrakammarvalet i Sverige 1908: Arboga och Sala valkrets |
| Kandidat                                                  | Kandidat                                                  | Röster                                                    | Röster                                                    | Röster                                                    |
| Kandidat                                                  | Kandidat                                                  | Antal                                                     | %                                                         | +− %                                                      |
| --------------------------------------------------------- | --------------------------------------------------------- | --------------------------------------------------------- | --------------------------------------------------------- | --------------------------------------------------------- |
|                                                           | Ewert Camitz                                              | 705                                                       | 54,1                                                      | ▼6,5%                                                     |
|                                                           | Per Pehrsson (liberal)                                    | 598                                                       | 45,9                                                      |                                                           |
| Antal giltiga röster                                      | Antal giltiga röster                                      | 1 303                                                     |                                                           |                                                           |
| Kasserade röster                                          | Kasserade röster                                          | 2                                                         |                                                           |                                                           |
| Totalt                                                    | Totalt                                                    | 1 305                                                     |                                                           |                                                           |

Valet ägde rum den 18 september 1908. Valdeltagandet var 82,1 %.